# Jákfa
Jákfa é um município da Hungria, situado no condado de Vas. Tem 20,11 km² de área e sua população em 2015 foi estimada em 510 habitantes.